# Салманов Фарман Курбан-огли
Фарман Курбан-огли (Курбанович) Салманов (азерб. Fərman Qurban oğlu Salmanov; 28 липня 1931 — 31 березня 2007) — радянський геолог, першовідкривач Тюменської нафти, доктор геолого-мінералогічних наук, член-кореспондент РАН (1991), Герой Соціалістичної Праці (1966), заслужений геолог Російської Федерації.
Випускник Бакинського індустріального інституту (нині Азербайджанський державний університет нафти і промисловості).
Здійснив відкриття великих родовищ нафти і газу: Усть-Баликське, Мегіонське, Мамонтовське, Правдинське, Федорівське, Сургутське, Уренгойське, Ямбурзьке та інші. З 1977 р. Салманов очолив «Головтюменьгеологію», причому за часів його керівництва розвідані запаси нафти збільшилися більше ніж вдвічі.
Фарман наголошував:
«Хочу застерегти вас від помилки, що Салманов самостійно підкорив Західний Сибір і видобув для нашого народу тепло та світло. Я мало схожий на Прометея. Усі ці роки поруч мене працювали тисячі й тисячі геологів, нафтовиків, газовиків, будівельників, які не шкодуючи сил і здоров'я видобували нафту і газ. Я щасливий, що був поруч з цими великими людьми. Я — геолог. І геологію вважаю найцікавішою, найкращою професією. У всі часи нас називали першопрохідцями. Це дуже високе звання, яким пишалися покоління розвідників надр».